# Vreia de Jales
Vreia de Jales ist eine Gemeinde (Freguesia) im portugiesischen Kreis (Concelho) von Vila Pouca de Aguiar. In ihr leben 852 Einwohner (Stand 19. April 2021).

## Verwaltung
Vreia de Jales ist Sitz der gleichnamigen Gemeinde (Freguesia). Folgende Ortschaften liegen in der Gemeinde:
- Barrela
- Campo de Jales
- Cerdeira
- Quintã de Jales
- Raiz do Monte
- Vreia de Jales